# Mumme
 (mai 2021).
Si vous disposez d'ouvrages ou d'articles de référence ou si vous connaissez des sites web de qualité traitant du thème abordé ici, merci de compléter l'article en donnant les références utiles à sa vérifiabilité et en les liant à la section « Notes et références ».

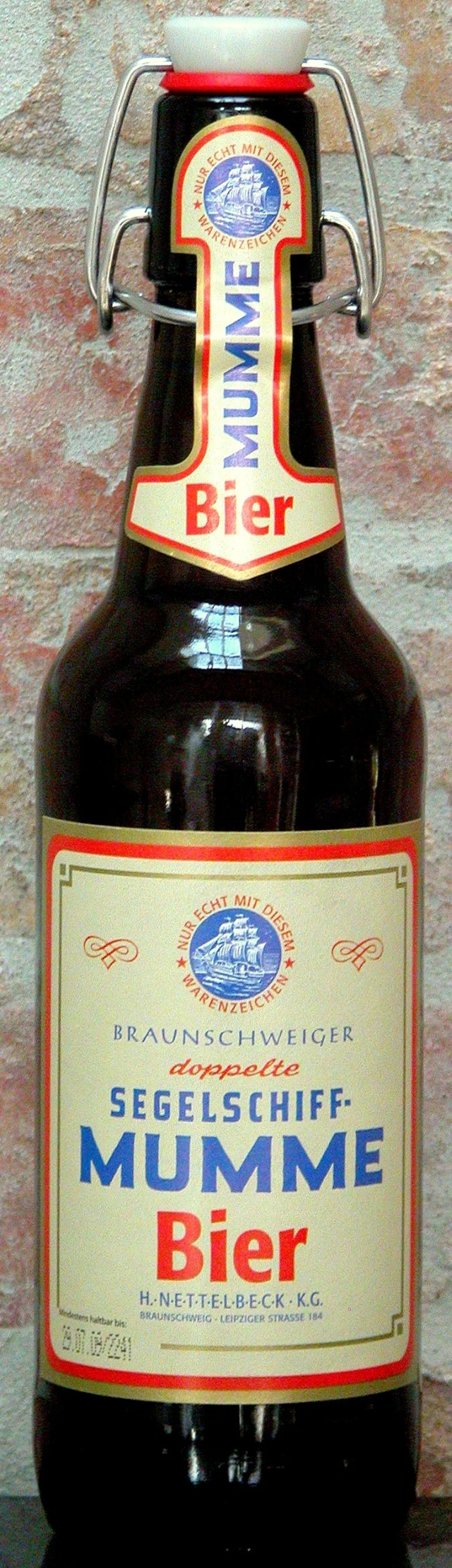
Braunschweiger Mumme

La Mumme ou Braunschweiger Mumme est un type de bière germanique originaire de Basse-Saxe. Il s'agit d'une fort ancienne variété de Schwarzbier à fermentation haute attestée depuis le XIVe siècle. Bien que répandue dans le monde entier durant les deux siècles passés, elle a quasi disparu aujourd'hui. Elle doit son succès à sa très bonne tenue dans le temps, malgré la chaleur ambiante.
Elle est brassée à partir d'un mélange de 1/3 de froment et 2/3 d'orge. Elle a un goût très amer.
Il en existait deux variétés : Stadt-Mumme, à consommer immédiatement (en ville) et Schiff-Mumme, plus forte et plus houblonnée, à conserver, à exporter ou consommer notamment sur les bateaux.